# John Lott (matemático)
John William Lott (nacido el 12 de enero de 1959) es un matemático estadounidense. Profesor de matemáticas en la Universidad de California, es conocido por sus contribuciones a la geometría diferencial.

## Historial académico
Lott obtuvo su licenciatura en el Instituto de Tecnología de Massachusetts en 1978 y una maestría en matemáticas y física por la Universidad de California en Berkeley. En 1983 se doctoró en matemáticas bajo la supervisión de Isadore Singer. Después de ocupar puestos postdoctorales en la Universidad de Harvard y en el Institut des hautes études scientifiques, se unió a la facultad de la Universidad de Míchigan. En 2009, se trasladó a Berkeley.
Entre los premios y distinciones que ha recibido figuran los siguientes:
- Beca de Investigación Sloan (1989-1991)
- Beca Alexander von Humboldt (1991-1992)
- Premio de la Academia Nacional de Ciencias de EE. UU. por Revisión Científica (con Bruce Kleiner)

## Contribuciones matemáticas
Un artículo fundamental de 1985 de Dominique Bakry y Michel Émery introdujo una curvatura de Ricci generalizada, en la que se agrega a la curvatura de Ricci habitual el hessiano de una función. En 2003, Lott mostró que gran parte de los resultados de la geometría de comparación estándar para el tensor de Ricci se extienden a la configuración de Bakry-Émery. Por ejemplo, si M es una variedad riemanniana cerrada y conectada mediante un tensor de Bakry-Émery Ricci positivo, entonces el grupo fundamental de M debe ser finito; si en cambio el tensor de Bakry-Émery Ricci es negativo, entonces el grupo de isometría de la variedad de Riemann debe ser finito. La geometría de comparación del tensor de Bakry-Émery Ricci se llevó más allá en un artículo influyente de Guofang Wei y William Wylie. Además, Lott demostró que si una variedad de Riemann con densidad suave surge como un límite colapsado de variedades de Riemann con un límite superior uniforme en el diámetro y la curvatura de sección y un límite inferior uniforme en la curvatura de Ricci, entonces el límite inferior de la curvatura de Ricci se conserva en el límite como límite inferior en la curvatura de Ricci de Bakry-Émery. En este sentido, el tensor de Bakry-Émery Ricci se muestra natural en el contexto de la teoría de la convergencia de Riemann.
En 2002 y 2003, Grigori Perelmán publicó dos artículos en arXiv que afirmaban proporcionar una prueba de la conjetura de geometrización de William Thurston, utilizando la teoría del flujo de Ricci de Richard Hamilton. Los artículos de Perelmán atrajeron la atención inmediata por sus atrevidas afirmaciones y el hecho de que algunos de sus resultados se verificaron rápidamente. Sin embargo, debido al estilo abreviado de Perelmán de presentación de material altamente técnico, muchos matemáticos no pudieron comprender gran parte de su trabajo, especialmente en su segundo artículo. A partir de 2003, Lott y Bruce Kleiner publicaron una serie de anotaciones del trabajo de Perelmán en sus sitios web, que se finalizó en una publicación de 2008. Su artículo se actualizó por última vez en 2013 para corregir una declaración incorrecta del teorema de compacidad de Hamilton. En 2015, Kleiner y Lott recibieron el Premio a la Revisión Científica de la Academia Nacional de Ciencias de los Estados Unidos por su trabajo. Otras exposiciones conocidas del trabajo de Perelmán se deben a Huai-Dong Cao y Zhu Xiping, y a John Morgan y Gang Tian.
En 2005, Max-K. von Renesse y Karl-Theodor Sturm demostraron que el límite inferior de la curvatura de Ricci en una variedad riemanniana podría caracterizarse por un transporte óptimo, en particular por la convexidad de una cierta entropía funcional a lo largo de las geodésicas del espacio métrico de Wasserstein asociado. En 2009, Lott y Cédric Villani capitalizaron esta equivalencia para definir una noción de "límite inferior para la curvatura de Ricci" para una clase general de espacios métricos equipados con una medida de Borel. Sturm realizó un trabajo similar al mismo tiempo, y los resultados acumulados se denominan normalmente teoría de Lott-Sturm-Villani. Los artículos de Lott-Villani y Sturm han iniciado una gran cantidad de investigación en la literatura matemática, gran parte de la cual se centra en la extensión del trabajo clásico sobre la geometría riemanniana al establecimiento de espacios de medida métrica. Un programa esencialmente análogo para los límites de curvatura seccional (desde abajo o desde arriba) fue iniciado en la década de 1990 por un artículo muy influyente de Yuri Burago, Mijaíl Grómov y Grigori Perelmán, siguiendo las bases establecidas en la década de 1950 por Aleksandr Aleksandrov.

## Publicaciones importantes
- Lott, John. Some geometric properties of the Bakry-Émery-Ricci tensor. Comment. Math. Helv. 78 (2003), no. 4, 865–883.
- Kleiner, Bruce; Lott, John. Notes on Perelman's papers. Geom. Topol. 12 (2008), no. 5, 2587–2855.
- Lott, John; Villani, Cédric. Ricci curvature for metric-measure spaces via optimal transport. Ann. of Math. (2) 169 (2009), no. 3, 903–991.